# WTA Finals 2022
WTA Finals 2022 var en tennisturnering, der bliver spillet indendørs på hardcourtbaner i Dickies Arena i Fort Worth, Texas, USA i perioden 31. oktober - 7. november 2022. Det var den 51. udgave af WTA Tour-mesterskaberne siden den første turnering i 1972, og turneringen blev afviklet under navnet WTA Finals Fort Worth. Turneringen var sæsonens sidste på WTA Tour 2022 og havde deltagelse af sæsonen otte bedste singlespillere og de otte bedste doublepar.
Sigletitlen blev vundet af Caroline Garcia, som i finalen besejrede Aryna Sabalenka med 7-6(4), 6-4, og som dermed vandt WTA Finals for første gang. Titlen var Garcias indtil da største i karrieren, og triumfen var hendes fjerde turneringssejr i single i 2022 og hendes 11. singletitel i karrieren. Hun blev den første franske vinder af titlen, siden Amélie Mauresmo sejrede i 2005.
I doubleturneringen sejrede Veronika Kudermetova og Elise Mertens efter finalesejr på 6-2, 4-6, [11-9] over de forsvarende mestre, Barbora Krejčíková og Kateřina Siniaková, efter undervejs at have været bagud med 2-7 i match-tiebreaken. Både Kudermetova og Mertens vandt deres første titel ved WTA Finals, hvor Mertens året før havde været i finalen med Hsieh Su-Wei som makker. Den russisk-belgiske duo vandt deres anden titel som makkere i 2022. Triumfen var Veronika Kudermetovas femte WTA-titel i karrien, mens Elise Mertens vandt sin 16. doubletitel på WTA Tour, og det var deres tredje titel i alt som makkere. Resultaterne medført, at Kudermetova avancerede fra 5.- til 2.-pladsen på WTA's verdensrangliste i double, hvilket var ny personlig rekord, mens Elise Mertens forbedrede sig fra 9.- til 5.-pladsen.
Turneringen skulle egentlig have været spillet i Shenzhen, Kina, men på grund af tourens boykot af Folkerepublikken Kina som spillested, blev turneringen flyttet til Fort Worth, men spillestedet blev først annonceret den 6. september 2022.
Efter Ruslands invasion af Ukraine tidligere på året tillod tennissportens styrende organer, WTA, ATP, ITF og de fire grand slam-turneringer, at spillere fra Rusland og Hviderusland fortsat kunne deltage i turneringer på ATP Tour og WTA Tour, men de kunne indtil videre ikke stille op under landenes navne eller flag, og spillerne fra de to lande deltog derfor i turneringen under neutralt flag.

## Præmier
Den samlede præmiesum for WTA Finals 2022 andrager $ 5.000.000, hvilket var en stigning på ??? % i forhold til året før.

## Damesingle

### Deltagere
Damesingleturneringen har deltagelse af otte spillere. Følgende spillere har kvalificeret sig til mesterskabet:
| Spiller         | Kvalifikationsdato | Ref.  |
| --------------- | ------------------ | ----- |
| Iga Świątek     | 12. september 2022 | [ 5 ] |
| Ons Jabeur      | 12. september 2022 | [ 5 ] |
| Jessica Pegula  | 13. oktober 2022   | [ 6 ] |
| Coco Gauff      | 19. oktober 2022   | [ 7 ] |
| Caroline Garcia | 19. oktober 2022   | [ 7 ] |
| Aryna Sabalenka | 20. oktober 2022   | [ 8 ] |
| Darja Kasatkina | 20. oktober 2022   | [ 8 ] |
| Maria Sakkari   | 22. oktober 2022   | [ 9 ] |

### Grupper
Spillerne blev ved lodtrækning inddelt i to grupper, således at 1.- og 2.-seedet kom i hver sin gruppe, 3.- og 4.-seedet kom i hver sin gruppe osv.
| Tracy Austin-gruppen | Nancy Richey-gruppen |
| -------------------- | -------------------- |
| Iga Świątek [1]      | Ons Jabeur [2]       |
| Coco Gauff [4]       | Jessica Pegula [3]   |
| Caroline Garcia [6]  | Maria Sakkari [5]    |
| Darja Kasatkina [8]  | Aryna Sabalenka [7]  |

### Gruppespil

#### Tracy Austin-gruppen
| Dato        | Vinder          | Taber           | Resultat         |
| ----------- | --------------- | --------------- | ---------------- |
| 1. november | Iga Świątek     | Darja Kasatkina | 6–2, 6–3         |
| 1. november | Caroline Garcia | Coco Gauff      | 6–4, 6–3         |
| 3. november | Iga Świątek     | Caroline Garcia | 6–3, 6–2         |
| 3. november | Darja Kasatkina | Coco Gauff      | 7–6(6), 6–3      |
| 5. november | Caroline Garcia | Darja Kasatkina | 4–6, 6–1, 7–6(5) |
| 5. november | Iga Świątek     | Coco Gauff      | 6–3, 6–0         |

| Spillere            | Kampe (V-T) | Sæt (V-T)     | Partier (V-T)   |
| ------------------- | ----------- | ------------- | --------------- |
| Iga Świątek [1]     | 3–0         | 6–0 (100 %)   | 36–13 (73,47 %) |
| Caroline Garcia [6] | 2–1         | 4–3 (57,14 %) | 34–32 (51,52 %) |
| Darja Kasatkina [8] | 1–2         | 3–4 (42,86 %) | 31–38 (44,93 %) |
| Coco Gauff [4]      | 0–3         | 0–6 (0 %)     | 19–37 (33,93 %) |

#### Nancy Richey-gruppen
| Dato        | Vinder          | Taber           | Resultat         |
| ----------- | --------------- | --------------- | ---------------- |
| 31. oktober | Maria Sakkari   | Jessica Pegula  | 7–6(6), 7–6(4)   |
| 31. oktober | Aryna Sabalenka | Ons Jabeur      | 3–6, 7–6(5), 7–5 |
| 2. november | Ons Jabeur      | Jessica Pegula  | 1–6, 6–3, 6–3    |
| 2. november | Maria Sakkari   | Aryna Sabalenka | 6–2, 6–4         |
| 4. november | Aryna Sabalenka | Jessica Pegula  | 6–3, 7–5         |
| 4. november | Maria Sakkari   | Ons Jabeur      | 6–2, 6–3         |

| Spillere            | Kampe (V-T) | Sæt (V-T)     | Partier (V-T)   |
| ------------------- | ----------- | ------------- | --------------- |
| Maria Sakkari [5]   | 3–0         | 6–0 (100 %)   | 38–23 (62,3 %)  |
| Aryna Sabalenka [7] | 2–1         | 4–3 (57,14 %) | 36–37 (49,32 %) |
| Ons Jabeur [2]      | 1–2         | 3–5 (37,5 %)  | 35–41 (46,05 %) |
| Jessica Pegula [3]  | 0–3         | 1–6 (14,29 %) | 32–40 (44,44 %) |

### Semifinaler og finale
| Semifinaler | Semifinaler     | Semifinaler | Semifinaler | Semifinaler |  |   | Finale          | Finale          | Finale | Finale | Finale |
|             |                 |             |             |             |  |   |                 |                 |        |        |        |
| 1           | Iga Świątek     | 2           | 6           | 1           |  |   |                 |                 |        |        |        |
| 7           | Aryna Sabalenka | 6           | 2           | 6           |  |   | 7               | Aryna Sabalenka | 6      | 4      |        |
| 6           | Caroline Garcia | 6           | 6           |             |  | 6 | Caroline Garcia | 7               | 6      |        |        |
| 5           | Maria Sakkari   | 3           | 2           |             |  |   |                 |                 |        |        |        |

## Damedouble

### Deltagere
Damesingleturneringen har deltagelse af otte spillere. Følgende spillere har kvalificeret sig til mesterskabet:
| Spiller                               | Kvalifikationsdato | Ref.   |
| ------------------------------------- | ------------------ | ------ |
| Barbora Krejčíková Kateřina Siniaková | 12. september 2022 | [ 5 ]  |
| Gabriela Dabrowski Giuliana Olmos     | 26. september 2022 | [ 10 ] |
| Ljudmyla Kitjenok Jeļena Ostapenko    | 13. oktober 2022   | [ 6 ]  |
| Veronika Kudermetova Elise Mertens    | 13. oktober 2022   | [ 6 ]  |
| Coco Gauff Jessica Pegula             | 14. oktober 2022   | [ 11 ] |
| Yang Zhaoxuan Xu Yifan                | 19. oktober 2022   | [ 12 ] |
| Desirae Krawczyk Demi Schuurs         | 20. oktober 2022   | [ 13 ] |
| Anna Danilina Beatriz Haddad Maia     | 23. oktober 2022   | [ 14 ] |

### Grupper
Spillerne blev ved lodtrækning inddelt i to grupper, således at 1.- og 2.-seedet kom i hver sin gruppe, 3.- og 4.-seedet kom i hver sin gruppe osv.
| Rosie Casals-gruppen                      | Pam Shriver-gruppen                    |
| ----------------------------------------- | -------------------------------------- |
| Barbora Krejčíková Kateřina Siniaková [1] | Gabriela Dabrowski Giuliana Olmos [2]  |
| Coco Gauff Jessica Pegula [3]             | Veronika Kudermetova Elise Mertens [4] |
| Xu Yifan Yang Zhaoxuan [6]                | Ljudmyla Kitjenok Jeļena Ostapenko [5] |
| Desirae Krawczyk Demi Schuurs [8]         | Anna Danilina Beatriz Haddad Maia [7]  |

### Gruppespil

#### Rosie Casals-gruppen
| Dato        | Vinder                                | Taber                           | Resultat         |
| ----------- | ------------------------------------- | ------------------------------- | ---------------- |
| 31. oktober | Barbora Krejčíková Kateřina Siniaková | Desirae Krawczyk · Demi Schuurs | 6–4, 6–3         |
| 31. oktober | Xu Yifan Yang Zhaoxuan                | Coco Gauff Jessica Pegula       | 6–4, 4–6, [10–7] |
| 2. november | Barbora Krejčíková Kateřina Siniaková | Xu Yifan Yang Zhaoxuan          | 6–3, 6–3         |
| 2. november | Coco Gauff Jessica Pegula             | Desirae Krawczyk · Demi Schuurs | 3–6, 6–0, [10–5] |
| 4. november | Desirae Krawczyk · Demi Schuurs       | Xu Yifan Yang Zhaoxuan          | 7–6(2), 6–3      |
| 4. november | Barbora Krejčíková Kateřina Siniaková | Coco Gauff Jessica Pegula       | 6–2, 6–1         |

| Spillere                                  | Kampe (V-T) | Sæt (V-T)     | Partier (V-T)   |
| ----------------------------------------- | ----------- | ------------- | --------------- |
| Barbora Krejčíková Kateřina Siniaková [1] | 3–0         | 6–0 (100 %)   | 36–16 (69,23 %) |
| Desirae Krawczyk Demi Schuurs [8]         | 2–1         | 4–3 (57,14 %) | 30–27 (52,63 %) |
| Xu Yifan Yang Zhaoxuan [6]                | 1–2         | 2–5 (28,57 %) | 26–35 (42,62 %) |
| Coco Gauff Jessica Pegula [3]             | 0–3         | 2–6 (25 %)    | 19–33 (36,54 %) |

#### Pam Shriver-gruppen
| Dato        | Vinder                             | Taber                              | Resultat             |
| ----------- | ---------------------------------- | ---------------------------------- | -------------------- |
| 1. november | Veronika Kudermetova Elise Mertens | Ljudmyla Kitjenok Jeļena Ostapenko | 3–6, 6–1, [10–6]     |
| 1. november | Anna Danilina Beatriz Haddad Maia  | Gabriela Dabrowski Giuliana Olmos  | 7–5, 6–0             |
| 3. november | Gabriela Dabrowski Giuliana Olmos  | Ljudmyla Kitjenok Jeļena Ostapenko | 7–6(5), 2–6, [12–10] |
| 3. november | Veronika Kudermetova Elise Mertens | Anna Danilina Beatriz Haddad Maia  | 6–4, 6–3             |
| 5. november | Ljudmyla Kitjenok Jeļena Ostapenko | Anna Danilina Beatriz Haddad Maia  | 6–7(7), 6–4, [10–8]  |
| 5. november | Veronika Kudermetova Elise Mertens | Gabriela Dabrowski Giuliana Olmos  | 7–6(5), 6–2          |

| Spillere                               | Kampe (V-T) | Sæt (V-T)     | Partier (V-T)   |
| -------------------------------------- | ----------- | ------------- | --------------- |
| Veronika Kudermetova Elise Mertens [4] | 3–0         | 6–1 (85,71 %) | 35–22 (61,4 %)  |
| Ljudmyla Kitjenok Jeļena Ostapenko [5] | 1–2         | 4–5 (44,44 %) | 32–31 (50,79 %) |
| Anna Danilina Beatriz Haddad Maia [7]  | 1–2         | 3–4 (42,86 %) | 31–30 (50,82 %) |
| Gabriela Dabrowski Giuliana Olmos [2]  | 1–2         | 2–5 (28,57 %) | 23–38 (37,7 %)  |

#### Semifinaler og finale
| Barbora Krejčíková |
| Kateřina Siniaková |

| Ljudmyla Kitjenok |
| Jeļena Ostapenko  |

| Barbora Krejčíková |
| Kateřina Siniaková |

| Veronika Kudermetova |
| Elise Mertens        |

| Veronika Kudermetova |
| Elise Mertens        |

| Desirae Krawczyk |
| Demi Schuurs     |